# FreshFabrik
A FreshFabrik kétszeres Fonogram-díjas (korábban Arany Zsiráf díjas) rock, indusztriális-metal, zenekar. Tagjai: Oláh Szabolcs (ének, gitár), Horváth István (ének), Szabó András (dobok), Kovács Levente (basszusgitár, programozás), Koncz Mátyás (gitár) és Szvoboda László (gitár, vokál). A FreshFabrik az első olyan angolul éneklő magyar rock/metal zenekar, aki DJ-t és MC-t használt zenéjében és az első aki major kiadóhoz szerződhetett és az első olyan zenekar, aki major terjesztést kapott több európai országban (Csehország, Hollandia, Belgium) és Ausztráliában is. A FreshFabrik egyike a legnagyobb eladásokat produkáló angolul éneklő magyar rockzenekaroknak. A zenekar hároméves pihenő után adta ki MORA című lemezét 2011-ben.
2015-ben a legnagyobb hatású magyar metal-albumok listájára felkerült a FreshFabrik 2000-ben kiadott Drive My Hand című nagylemeze.

## Története

### A kezdet
A FreshFabrikot Szabó András, Kovács Levente és Vörös András alapította 1993-ban, Budapesten. 1994 őszén a zenekar a Run-D.M.C. vendégeként mutatkozott be a Petőfi Csarnokban. A zenekar első lemezszerződését követően kapott jelölést az MTV Europe Video Contest díjára, és a zenekar klipjét be is mutatta az angol MTV a 120 Minutes c. műsorában. Ugyanebben az évben jelent meg a zenekar bemutatkozó lemeze a Certifikado.
1995-97 között a zenekar Európa számos klubjában játszott majd a kétéves turné végén Nitzer Ebb előtt lépett színpadra Budapesten. A zenekar ekkor a Warner Music-hoz szerződött, ahol megjelent a zenekar második albuma, a Nerve. A lemez sikerét követően a kiadó ausztrál turnéra küldte a zenekart.

### A siker évei
Az alapító énekes Vörös András 1999-es kiválását követően a 2000-es év elején fogott neki a FreshFabrik az új lemez készítésének az amerikai Smart Sudios szakember Mr. Colson segédletével. A stúdiófelvételeket megszakítva a csapat headlinerként lépett színpadra a Pepsi Sziget Fesztiválon a Bad Religion és a Bloodhound Gang társaságában.
Az új lemez, a Drive My Hand, 2000. október 30-án jelent meg és a zenekar 2001. március 8-án vehette át az Arany Zsiráf-díjat a 2000-es év legjobb hazai modern rock albumáért. 2001-ben a Warner megjelenteti a Drive My Handet Csehországban, ahol a zenekar a Rammstein és az AC/DC vendégeként a Strahov Stadionban játszik 35 000 ember előtt.

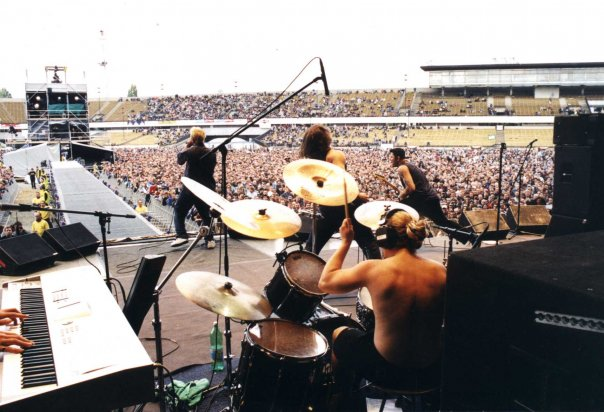
A FreshFabrik Prágában, 2001-ben, az AC/DC és a Rammstein vendégeként

A zenekar újra headlinerként játszott a Sziget Fesztiválon, olyan zenekarok társaságában, mint az H-Blockx és a New Model Army. A „Lamentation” című klipet „Comet” díj jelölést kapott a VIVA-televízión, míg mind a „Drive My Hand”, mind a „Lamentation” klipet bemutatta a német VIVA Zwei televízió is. Ebben az időben a zenekar már a Drive My Hand lemez amerikai megjelentetésén és promócióján dolgozott Los Angelesben és New Yorkban. A tragikus 911 események miatt a zenekar azonban nem maradhatott tovább az Egyesült Államokban.
A „Lamentation” dalt a Cseh Warner feltette egy válogatásalbumra 2001-ben, olyan zenekarok társaságában, mint a Linkin Park, Wheatus, Deftones, Faith No More, Sugar Ray, Uncle Kracker, Kid Rock, Limp Bizkit, Missy Elliott, Crazy Town, Staind, HIM, Blink-182, Red Hot Chili Peppers, Guano Apes, The Bloodhound Gang és a Papa Roach.
2002 nyarán a zenekar számos koncertet adott szerte Magyarországon, harmadszor is headlinerként lépett fel a Sziget Fesztiválon és eleget tett az SXSW Festival Summer meghívásának Texasban.

### A változás évei
Horváth István, Pityesz, a zenekar frontembere 2003-ban személyes és zenei okokra hivatkozva elhagyta a FreshFabrikot, így a zenekar már új énekessel, Tanka Balázzsal kezdte meg az új lemez felvételeit. A Dead Heart in Living Water 2004 februárjában jelent meg, majd a zenekar a Grace for Grace című klip sikerét kihasználva turnéra indult. A Tanka Balázzsal való együttműködés szintén rövid életűnek bizonyult, hiszen egy év után távozott kényszerűen a FreshFabrikból. Horváth István, Pityesz ismét visszatért a zenekarba pár hónapra, majd botrányos körülmények között ismét távozott. Ismét új énekes került a zenekarba, azonban most csak egy dal az „On 'n' On” erejéig: Újvári Péter. Az ő távozása után az énekesi posztot az underground körökben népszerű grunge, progresszív-rock énekes Oláh Szabolcs foglalta el, aki komoly ismertségnek örvendett a 2006-os Megasztár döntőseként. Ugyanebben az évben a FreshFabrik megjelentett egy speciális best-of lemezt a zenekar legnépszerűbb dalaiból, Szabolcs által újraénekelve, újrakeverve és néhány esetben – szerzői jogi problémák miatt – új címmel ellátva. A zenekar újra turnézni kezdett és számos fesztiválon színpadra lépett: turnéztak Magyarországon, Olaszországban, és Angliában a McQueen (UK) nevű csajbanda társaságában.

### Az átmenet
A FreshFabrik mindössze néhány koncertet adott 2007 és 2010 között. A nem túl sikeres 15. születésnapi koncert után Kovács Levente egy interjúban azt mondta: “Nem látok most semmilyen esélyt arra, hogy én még egyszer FreshFabrik név alatt színpadra álljak és játsszam a TapTap-ot. Ennek semmi értelme sincs nekem. Hangsúlyozom, csak a saját véleményemet mondom, mert nélkülem is lehet Fabrikot csinálni és valószínűleg fognak is.” Levente elhagyta a zenekart egy évre, de András és Szabolcs még játszott néhány koncertet, egy korábbi basszusgitáros Hain Réka társaságában – mérsékelt sikerrel.

### Az újrakezdés
2010-ben Levente, András és Szabolcs elhatározták, hogy folytatják a FreshFabrikot és új dalok írásába kezdtek. 2010 novemberében egy új dal és videóklip “Stealing the Sun” címmel, amely hamarosan a Petőfi Rádió és a Rádió Café játszási listájának élén landolt. 2011 tavaszán Szvoboda László, miskolci gitáros csatlakozott a zenekarhoz – egyelőre csak az élő fellépésekre – és így a zenekar számos meghívásnak tett eleget, a legnagyobb fesztiválokon. A zenekar több év után ismét a Sziget Fesztiválon játszott, ám ezúttal a Magyar Rádió Szimfonikus zenekarának társaságában, amelyet mind a Magyar Rádió, mind pedig a Magyar Televízió rögzített és műsorra tűzött.
2011 júniusában a FreshFabrik MORA címmel megjelentette ötödik stúdióalbumát. A lemez kiváló kritikákat kapott a legkülönbözőbb magazinokban. A lemezhez három klip készült: "Stealing The Sun", "Woman", és az "Into The Light".

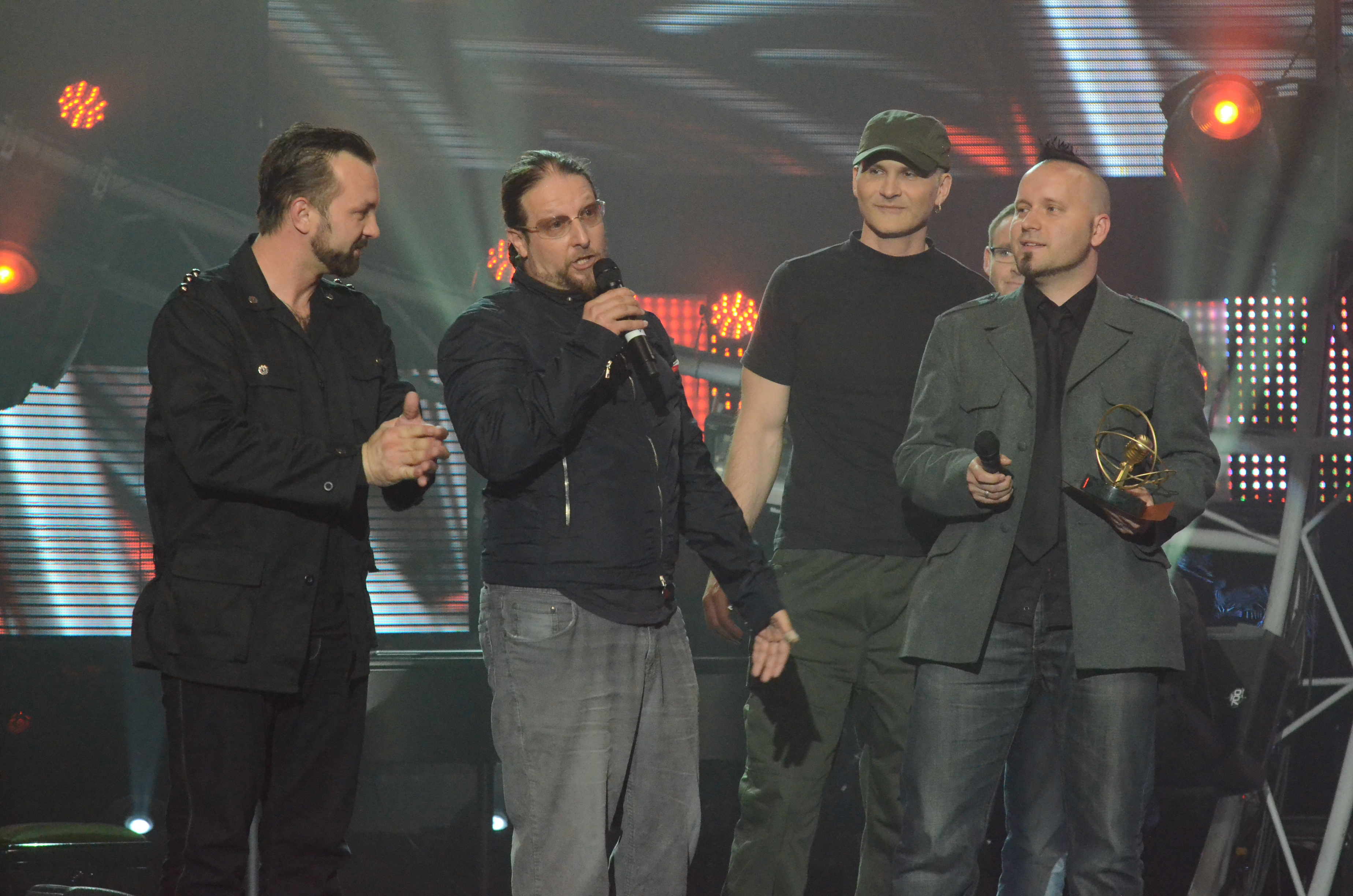
FreshFabrik a Fonogram Díjjal 2012-ben

A 2012. május 8-i Fonogram-díj átadó gálán a FreshFabrik MORA című albuma nyerte 2011 legjobb hazai modern pop-rock albuma díjat.

#### Freshfabrik - 20
2013-ban, a zenekar 20 éves  fennállásának tiszteletére a zenekar az A38-as hajón adott születésnapi koncertet, a melyen Vörös András alapító, illetve Horváth István "Pityesz" korábbi énekes, valamint Koncz Mátyás gitáros, mint a zenekar korábbi tagjai is színpadra álltak. A koncert felvételét a Duna TV is műsorára tűzte. Az együttes ezt követően több magyarországi fesztiválon is fellépett ugyanezzel a felállással FRESHFABRIK \\20// néven.
A sikeres turnét vadonatúj dal és klip követte, a Higher & Higher (Rock to the Boogie-Woogie), amelyet az Oláh Szabolcs, Horváth István, Kovács Levente, Szabó András, Koncz Mátyás, Szvoboda László felállásban jelentettek meg.

## Diszkográfia
Albumok
- Certificado - 1994
- Nerve - 1997
- Drive My Hand - 2000
- Dead Heart In Living Water - 2004
- Finest - 2006
- MORA - 2011

## Tagok
- Oláh Szabolcs - ének, gitár
- Horváth István "Pityesz" - ének
- Kovács Levente - basszusgitár
- Szabó András - dobok
- Barabás Béla - gitár
- Szvoboda László - gitár, vokál
- Koncz Mátyás - gitár

## Külső hivatkozások
- FreshFabrik honlap
- FreshFabrik a MySpace-en